# Carlos Calderón de la Barca
Carlos Calderón de la Barca Perea (Ciudad de México, 2 de octubre de 1934 - 15 de septiembre de 2012) fue un futbolista mexicano.

## Selección de México
Formó parte de la selección mexicana en la Copa del Mundo de 1958.

## Equipos
- 1954–1958  Atlante
- 1958–1959  Poza Rica
- 1962  Pumas UNAM